# Мурав'янка-куцохвіст
Мурав'янка-куцохвіст (Hylophylax) — рід горобцеподібних птахів родини сорокушових (Thamnophilidae). Представники цього роду мешкають в Центральній і Південній Америці.

## Види
Виділяють три види:
- Мурав'янка-куцохвіст плямиста (Hylophylax naevioides)
- Мурав'янка-куцохвіст гвіанська (Hylophylax naevius)
- Мурав'янка-куцохвіст цяткована (Hylophylax punctulatus)

Велику мурав'янку-куцохвоста раніше відносили до роду Hylophylax, однак за результатами молекулярно-генетичного дослідження його було переведена до новоствореного роду Willisornis.

## Етимологія
Наукова назва роду Myiophobus походить від сполучення слів дав.-гр. ὑλη — ліс і φυλαξ — наглядач, сторож.